# Legend of Mana
Legend of Mana, känd som Seiken Densetsu: Legend of Mana (聖剣伝説 LEGEND OF MANA?) i Japan, är titeln på ett spel som ingår i spelserien Mana. Spelet släpptes ursprungligen år 1999 till Playstation av det japanska företaget Squaresoft och har senare släppts till Playstation Network. Spelet har inte släppts i Europa, varken i fysisk eller nedladdningsbar form.
Spelets musik är komponerad av Yoko Shimomura, som anser att den uttrycker henne bäst jämfört med tidigare verk. Sångaren i Rednex, Annika Ljungberg, sjunger spelets outro- och introsång under namnet "Annika".